# (33001) 1997 CU29
(33001) 1997 CU29, cũng được viết (33001) 1997 CU29 là một cubewano. Nó có điểm cận nhật (điểm gần nhất với Mặt Trời) khoảng 41,660 AU và điểm viễn nhật (điểm xa nhất với Mặt Trời) là 45,134 AU. (33001) 1997 CU29 có đường kính 211 km. Nó được phát hiện ngày 6 tháng 2 năm 1997 bởi David C. Jewitt, Jane Lưu, Chad Trujillo và Jun Chen tại đài quan sát Mauna Kea, Hawaii.